# Лит (Шотландия)

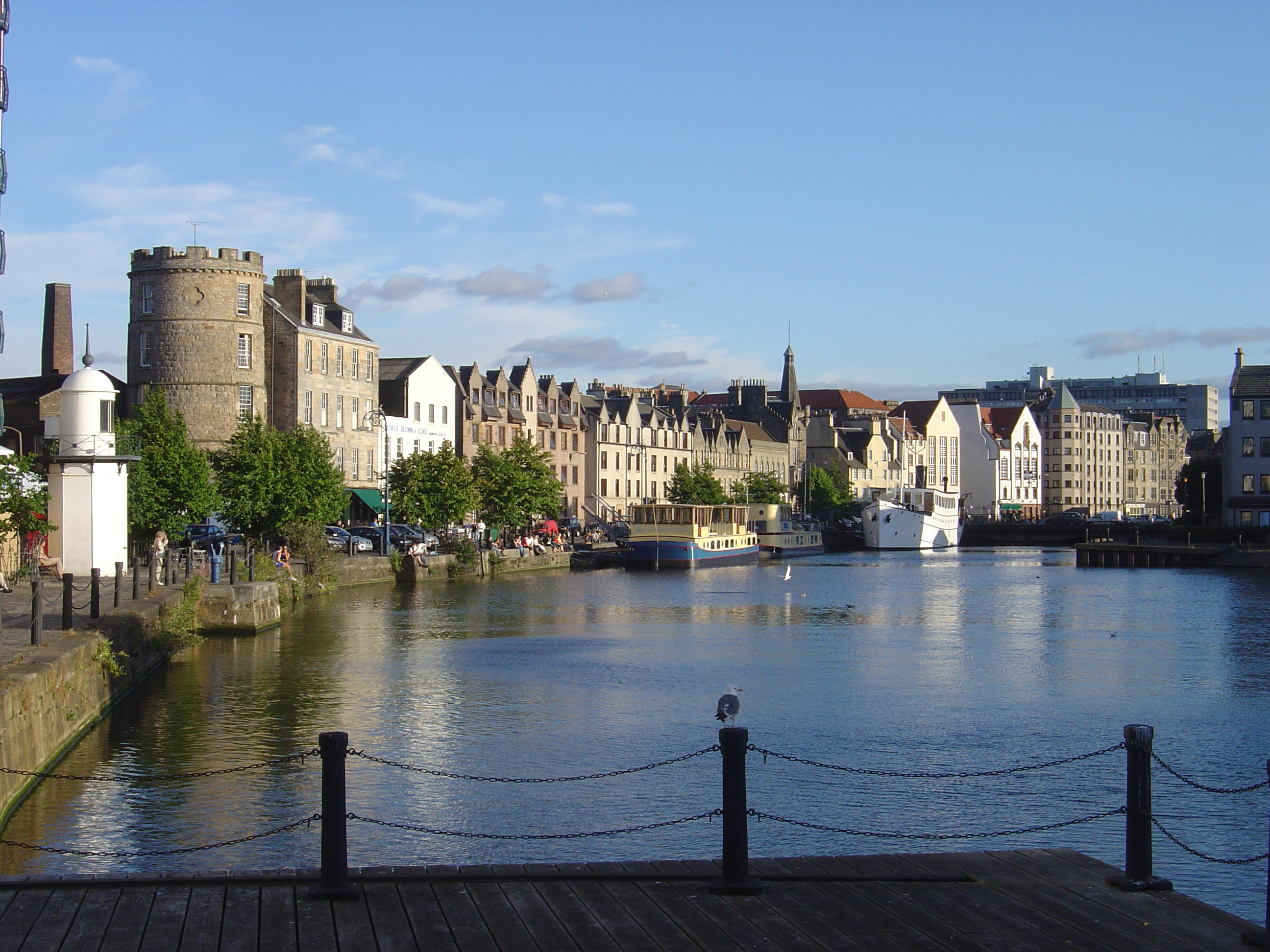
Вид на набережную Лита

Лит (англ. и скотс Leith [ˈliːθ], гэльск. Lìte) — в прошлом небольшой самостоятельный портовый город в Шотландии, ныне (с 1920 года) — северный район и порт Эдинбурга.

## История
Первые, сохранившиеся упоминания о городе содержатся в королевской хартии, которая разрешала строительство Холирудского аббатства в 1128 году. В 1560 году городу пришлось выдержать нападение и осаду шотландцев и союзных с ними тогда англичан. К 1833 году средневековые поселения соседних королевских верфей в Ньюхэвене и портовые хранилища в устье реки Уотер-оф-Лит превратились в портовый пригород Эдинбурга, который в 1920 году был присоединен к Эдинбургу.

## Интересные факты
Популярность Лит приобрел во время визитов шотландской королевы Марии Стюарт в 1561 г. и Английского короля Георга IV в 1822 г., которые там сходили на набережную города. Среди горожан Лит был также популярен из-за ежегодных увеселительных скачек и ярмарки, организовавшихся на песчаных отмелях за портом с 1506 по 1816гг..
Современную известность район Лит приобрел, фигурируя на страницах романов Ирвина Уэлша «На игле» и «Порно», а также на экране — благодаря фильму «На игле» (1996) по роману Уэлша, который получил всемирную известность.
У одного из причалов Лита на вечной стоянке находится королевская яхта «Британия». Рядом с причалом расположена современная вискокурня Port of Leith.
В Лите расположен головной офис правительства Шотландии.
Как и раньше (между 1919 - 1955гг.), сегодня (после завершения строительства в 2023 г.) Лит вновь соединен с другими районами города и с аэропортом трамвайной линией.
Среди знаменитостей, родившихся в Лите:
- Габриэль Скотт
- Джон Чейн
- Роберт Джемсон
- Сигурд Скотт-Хансен
- Крис Смолл
- Ирвин Уэлш
- Джон Хантер